# Episodi de I mostri vent'anni dopo (terza stagione)
La terza stagione della serie televisiva I mostri vent'anni dopo è stata trasmessa in anteprima negli Stati Uniti d'America in syndication tra il 6 ottobre 1990 e il 25 maggio 1991.
| nº | Titolo originale                        | Titolo italiano | Prima TV USA     | Prima TV Italia |
| -- | --------------------------------------- | --------------- | ---------------- | --------------- |
| 1  | The Silver Bullet                       |                 | 6 ottobre 1990   |                 |
| 2  | The Reel Munsters                       |                 | 13 ottobre 1990  |                 |
| 3  | Wishing You Were Here                   |                 | 20 ottobre 1990  |                 |
| 4  | Three Munsters and a Baby               |                 | 27 ottobre 1990  |                 |
| 5  | It's My Party and I'll Die If I Want To |                 | 3 novembre 1990  |                 |
| 6  | Makin' Waves                            |                 | 10 novembre 1990 |                 |
| 7  | Just Another Pretty Face                |                 | 17 novembre 1990 |                 |
| 8  | Kiss Kiss                               |                 | 24 novembre 1990 |                 |
| 9  | Mind Reader                             |                 | 1º dicembre 1990 |                 |
| 10 | No More Mr. Nice Guy                    |                 | 8 dicembre 1990  |                 |
| 11 | A House Divided                         |                 | 19 gennaio 1991  |                 |
| 12 | A Matter of Trust                       |                 | 26 gennaio 1991  |                 |
| 13 | Large                                   |                 | 2 febbraio 1991  |                 |
| 14 | Genie from Hell                         |                 | 9 febbraio 1991  |                 |
| 15 | Lotsa Luck                              |                 | 16 febbraio 1991 |                 |
| 16 | If I Only Knew Now                      |                 | 23 febbraio 1991 |                 |
| 17 | Beating of Your Heart                   |                 | 2 marzo 1991     |                 |
| 18 | Parenthood versus Childhood             |                 | 9 marzo 1991     |                 |
| 19 | Das Trunk                               |                 | 16 marzo 1991    |                 |
| 20 | A-Camping We Will Go                    |                 | 27 aprile 1991   |                 |
| 21 | Breaking the Chain                      |                 | 4 maggio 1991    |                 |
| 22 | Diary of a Mad Munsterwife              |                 | 11 maggio 1991   |                 |
| 23 | The Bet                                 |                 | 18 maggio 1991   |                 |
| 24 | Family Night                            |                 | 25 maggio 1991   |                 |